# (37979) 1998 HG125
1998 HG125 (asteroide 37979) é um asteroide da cintura principal. Possui uma excentricidade de 0.17100060 e uma inclinação de 14.56189º.
Este asteroide foi descoberto no dia 23 de abril de 1998 por LINEAR em Socorro.